# Airplane II: The Sequel
Airplane II: The Sequel, conocida en España como Aterriza como puedas 2 y en Hispanoamérica como ¿Y dónde está el piloto 2?, es la secuela de la película de 1980, Airplane!. Está dirigida por Ken Finkleman y protagonizada por Robert Hays, Julie Hagerty, Lloyd Bridges, Chad Everett, William Shatner, Rip Torn y Sonny Bono.
La película se estrenó en Estados Unidos el 10 de diciembre de 1982. La mayoría del reparto de la película anterior repitió (quizá la ausencia más notable sea la de Leslie Nielsen), pero director y guionistas no lo hicieron.

## Sinopsis
Años después de que salvara heroicamente las vidas de los pasajeros de un avión, cuya tripulación cayó intoxicada, Ted Striker trabaja como piloto de pruebas de la nueva Lanzadera lunar, el Mayflower One. Sin embargo será enviado a una institución mental tras estrellar su nave de pruebas, a pesar de no tener la culpa. Cuando se entere de que el mismo tipo de nave se utilizará para realizar el primer vuelo lunar comercial, escapará e intentará impedirlo por todos los medios.

## Reparto
| Actor               | Personaje                  | Cargo del personaje en la película            |
| ------------------- | -------------------------- | --------------------------------------------- |
| Robert Hays         | Ted Striker                | Encargado de pruebas de la nave Mayflower One |
| Julie Hagerty       | Elaine Dickinson           | Azafata del Mayflower One                     |
| Lloyd Bridges       | Steven McCroskey           | Jefe de control en el aeropuerto              |
| Chad Everett        | Simon Kurtz                | Piloto                                        |
| Peter Graves        | Capt. Clarence Oveur       | Piloto principal en la nave Mayflower One     |
| Chuck Connors       | Sarge                      | Comprobador de naves                          |
| William Shatner     | Cdr. Buck Murdock          | Comandante en la base lunar Alpha Beta        |
| Raymond Burr        | D.C. Simonton              | Juez                                          |
| John Vernon         | Dr. Stone                  | Médico del manicomio                          |
| Stephen Stucker     | Jacobs                     | Ayudante de McCroskey                         |
| John Dehner         | The Commissioner           | Comisario de pruebas de naves                 |
| Rip Torn            | Bud Kruger / Ronald Reagan | Jefe de la comisión de pruebas                |
| Sonny Bono          | Joe Seluchi                | Maniaco con una bomba                         |
| Kent McCord         | Dave Unger                 | Navegador de la nave Mayflower One            |
| James A. Watson Jr. | Dunn                       | Primer oficial del Mayflower One              |
| Art Fleming         | Presentador                | Presentador del concurso Jeopardy!            |
| James Noble         | Padre O'Flanagan           |                                               |

## Producción
El gran éxito de Airplane! (1980) causó que, dos años más tarde, buena parte de los protagonistas de la primera entrega volviesen a reunirse para hacer esta secuela.